# Sarah Bellini
Sarah Bellini (* 12. Juni 1992 in Hamburg) ist eine deutsch-italienische Schauspielerin.

## Leben
Sarah Bellini wurde 1992 in Hamburg geboren und wuchs dort in ihren beiden Muttersprachen Deutsch und Italienisch auf. Von 2012 bis 2014 studierte sie Schauspiel am Bühnenstudio der darstellenden Künste. Nach mehreren kleinen Sprechrollen als Kinderdarstellerin wurde Bellini in ihrer Rolle als Nadine im Psychothriller Der Kronzeuge, der 2007 im ARD und ORF 2 ausgestrahlt wurde, bekannt.
Bellini lebt seit 2014 in Los Angeles mit ihrer Zwillingsschwester Laura, die ebenfalls Schauspielerin ist.

## Filmografie (Auswahl)
- 2003: Ich back’ mir einen Mann (als Leoni)
- 2003: Tochter meines Herzens
- 2004: Der Dolch des Batu Khan (als Maria)
- 2004: Die Pfefferkörner (Folge: Das Mondfest als Lea)
- 2004: alphateam – Die Lebensretter im OP (Folge: Verzweiflungstat als Lina Jorges)
- 2007: Kuckuckszeit (als Katja)
- 2007: Der Kronzeuge (als Nadine)
- 2010: Schlaflos in Oldenburg (als Fanny Plathe)
- 2013: Warum Hans Wagner den Sternenhimmel hasst (als Frau Schön)
- 2014: SOKO Köln (Folge: Schweigen als Jessica Blum)
- 2018: Trust (5 Folgen als Jutta Winklemann)
- 2019: Counterpart (Folge: Twin Cities als Ilse Prime)
- 2020: Tyler (als Emily)